# Lille Metropole
Lille Metropole – międzynarodowy mityng lekkoatletyczny rozgrywany rokrocznie w Villeneuve-d’Ascq w aglomeracji Lille w północnej Francji. Zawody znajdują się w kalendarzu European Athletics Outdoor Premium Meetings w związku z czym należą do grona najważniejszych mityngów organizowanych w Europie pod egidą Europejskiego Stowarzyszenia Lekkoatletycznego.